# Две сузе
Две сузе је тринаести студијски албум певачице Ане Бекуте. Издат је за Гранд продукцију 2003. године.

## Песме на албуму
| Р.бр. | Песма              | Аутори                                                    |
| ----- | ------------------ | --------------------------------------------------------- |
| 1.    | Две сузе           | Бане Опачић                                               |
| 2.    | Чекалица           | Чеда Чворак                                               |
| 3.    | Зора               | Бане Опачић                                               |
| 4.    | Треба времена      | Армин Шаковић                                             |
| 5.    | Ту су сви          | Стева Симеуновић                                          |
| 6.    | Грана покидана     | Бане Опачић                                               |
| 7.    | Земан              | З. Миленковић, З. Симовић                                 |
| 8.    | Још имаш кад       | Срђан Симић Камба (м), Биљана Спасић (т)                  |
| 9.    | Ма, што баш ти     | Иван Гавриловић (м), Биљана Спасић и Стева Симеуновић (т) |
| 10.   | Разум и срце       | Неша Филиповић                                            |
| 11.   | Земан са трубачима | З. Миленковић, З. Симовић                                 |

Аранжмани: Доријан Шетина (1,4), Ђорђе Јанковић (2,3,5,6,7,9,10)